# What Women Want (film, 2011)
Pour plus de détails, voir Fiche technique et Distribution.
What Women Want (我知女人心, Wo zhi nu ren xin) est une comédie romantique sino-hongkongaise écrite, co-produite et réalisée par Chen Daming et sortie en 2011 en Asie. C'est une reprise du film américain Ce que veulent les femmes (2000).
Elle totalise 11,8 millions US$ de recettes au box-office pour un budget de 5 millions US$.

## Synopsis
Dans une agence de publicité de Pékin, Sun Zigang (Andy Lau), un directeur artistique, est en rivalité avec une nouvelle venue, Li Yilong (Gong Li). Il acquiert malgré lui la capacité d'entendre les pensées des femmes à la suite d'un accident.

## Fiche technique
- Titre original : 我知女人心
- Titre international : What Women Want
- Réalisation : Chen Daming
- Scénario : Chen Daming
- Photographie : Max Wang
- Montage : Nelson Quan (en)
- Musique : Christoper O'Young
- Production : Chen Daming et Don Yu
- Société de production : Polybona Films, China Film Group Corporation, DMG Entertainment Group, Emperor Group (en) et Focus Group Holdings Limited
- Société de distribution : Polybona Films (Chine) et Emperor Group (en) (Hong Kong)
- Pays de production :  Hong Kong et  Chine
- Langue originale : mandarin et anglais
- Format : couleur
- Genre : comédie romantique
- Durée : 115 minutes
- Dates de sortie :
  - Chine, Nouvelle-Zélande et États-Unis : 3 février 2011
  - Malaisie : 10 février 2011
  - Hong Kong et Singapour : 17 février 2011

## Distribution
- Andy Lau : Sun Zigang
- Gong Li : Li Yilong
- Yuan Li : Yanni
- Banny Chen : Xiao Fei
- Hu Jing : Zhao Hung
- Zhu Zhu : Xiao Wu
- Li Chengru : le PDG Dong
- Anya Wu (en) : la femme de Dong
- Osric Chau : Chen Erdong
- Wang Deshun : Sun Meisheng
- Chen Daming : le jeune Sun Meisheng
- Mavis Pan : la secrétaire de Pan
- Russell Wong : Peter
- Kelly Hu : la fille dans la publicité Lotto
- Ping Wong : Foo Ping-pong